# Улица Бекетова (Салават)
Улица Бекетова (башк. Бекетов урамы) — улица в новой части города Салавата.

## История
Застройка улицы началась в 1992 году. Улица названа в честь Героя Советского Союза, Бекетова, проживавшего в Салавате. 
Улица застроена 5-этажными домами. Ул. Бекетова, д.8 — жилищный кооператив Звездный-Салават. Строительство этого дома на средства горожан остановлено в 2010 году, в связи с растратой денег председателем кооператива.

## Трасса
Улица Бекетова начинается от улицы Калинина и заканчивается на улице Ленинградская
.

## Транспорт
В 2014 году после реконструкции дорожного полотна была сделана остановка ул. Бекетова. На ней останавливаются маршрутные такси № 31, 41, 33, 43.